# Медоудејл (Вашингтон)
Медоудејл (енгл. Meadowdale) насељено је место без административног статуса у америчкој савезној држави Вашингтон.

## Демографија
По попису из 2010. године број становника је 2.826.
| Група             | 2000.    | 2010.         |
| Белци             | 0 (0,0%) | 2.230 (78,9%) |
| Афроамериканци    | 0 (0,0%) | 67 (2,4%)     |
| Азијати           | 0 (0,0%) | 241 (8,5%)    |
| Хиспаноамериканци | 0 (0,0%) | 151 (5,3%)    |
| Укупно            | 0        | 2.826         |